# 少年兵

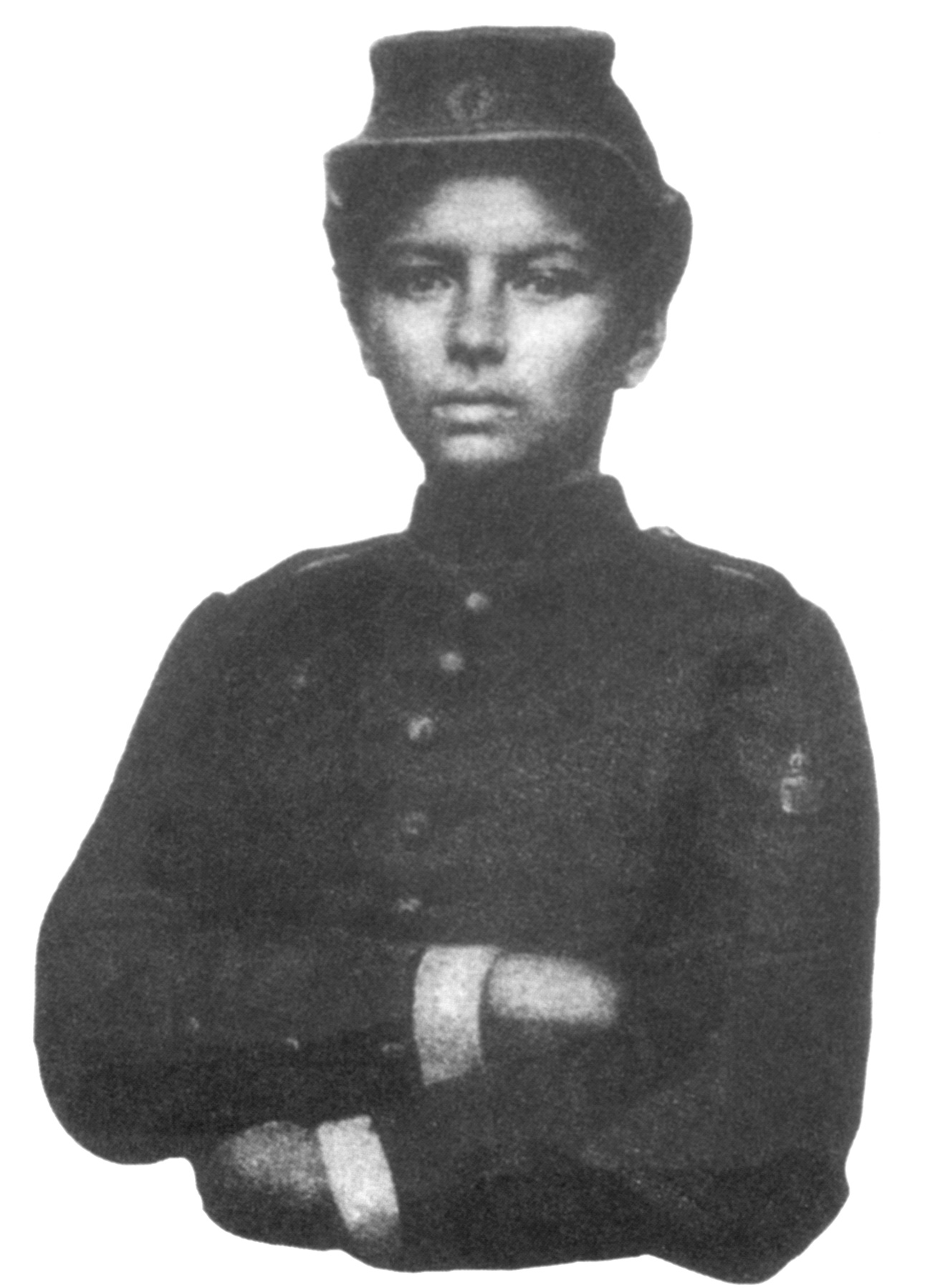
三国同盟戦争に投入された少年兵士

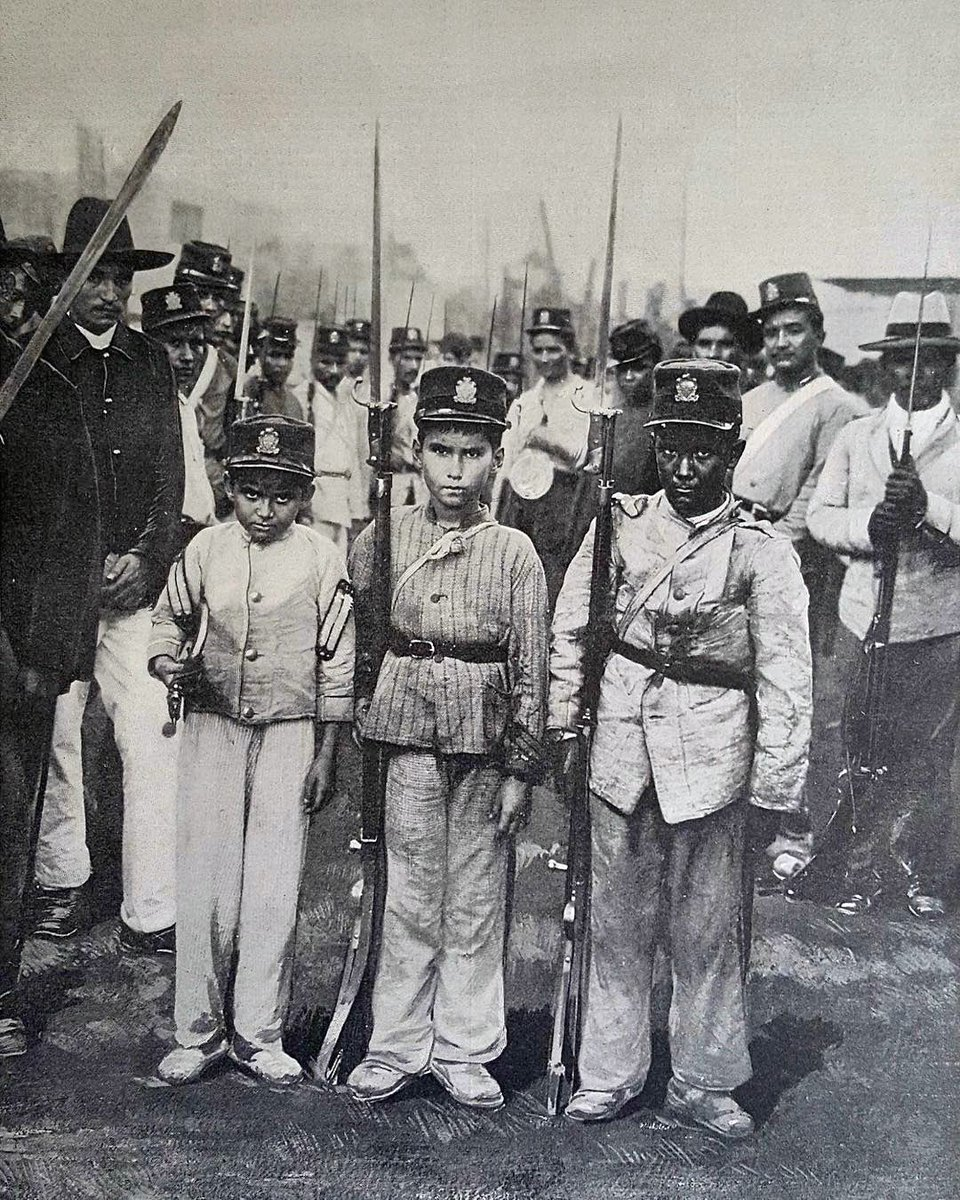
千日戦争の赤い子供兵（1899年）

少年兵（しょうねんへい、英: Child soldier）あるいは少女兵 （しょうじょへい）は、18歳未満の子供の兵隊のこと。特に、陣地を守らせたり、プロパガンダを提供するために、軍事活動に強制動員する場合を指す。
時に、子供の生け贄と言われることがあるが、宗教的な子供の生け贄とは同質のものではない。子供兵士、子供兵、子ども兵の呼称も同様に用いられる。
戦争や武力紛争に兵隊として子供たちが使われていることに対し、社会の関心を引き出すために、毎年2月12日に、レッド・ハンド・デーが開催されている。レッド・ハンド・デーは、国連総会で採択された武力紛争における児童の関与に関する児童の権利に関する条約の選択議定書 (Optional Protocol to the Convention on the Rights of the Child on the involvement of children in armed conflicts) が2002年2月12日に発効される日に開始された。
日本は2004年（平成16年）8月に武力紛争における児童の関与に関する児童の権利に関する条約の批准書を寄託し、同年9月から効力を発している。

## 概要
歴史的に有名な少年兵に少年十字軍、オスマン帝国のイェニチェリ、戊辰戦争の白虎隊と二本松少年隊等の事例、近代では三国同盟戦争、第二次世界大戦における第12SS装甲師団“ヒトラーユーゲント”を代表とする各国の少年志願兵などがある。ただし第二次世界大戦までの少年兵はあくまで正規の軍人としての地位と待遇を受け、また軍事教育を受けた上で国民軍の一員として正規戦争を戦っていた。
そもそも、古代から近代までは、現在とは「少年」の定義が異なっている。源平合戦や戦国時代の乱世では15歳くらいで「成人」扱いされ、初陣を飾ることは珍しくなく、戊辰戦争の時代は特定の藩だけでなく、他の藩も元服後の侍は大人として扱われ武家の教育がされていた。
現代において国際的問題となっているのは、冷戦崩壊後の第三世界における民族紛争において、主に反政府組織によって子供が意に反して、奴隷のように兵士として使われ過酷な待遇を受ける状況である。
反政府組織の例としては、ダイヤモンドの権益を巡るシエラレオネ、リベリアでの紛争におけるリベリア国民愛国戦線や革命統一戦線、スリランカのタミル・イーラム解放のトラ、ネパール内戦におけるネパール共産党毛沢東主義派、コロンビア内戦におけるコロンビア革命軍等が挙げられる。

## 歴史
歴史を通じ多くの文化の中、子供は広く軍事行動の一端を担っていた。そのようなことが、文化的倫理に反する時でも、同じように行われた。
戦争に関与する子供について、もっとも古い記録は、古代遺産から見ることができる。地中海沿岸の低地では、若い者が大人の戦士の助手、二輪戦車操縦士、または鎧持ちとして仕えることが慣習となっていた。
聖書の中にも、同じような例が見られる（ダビデによるサウル王への従事）。また、ヒッタイトと古代エジプトの芸術、古代ギリシャの神話（ヘラクレスとヒラス (Hylas) の物語）、哲学や文学などにも見ることができる。
古代に遡る慣習を見ても、子供たちは手荷物の一部という名目の元で、軍人の他の家族と一緒に従軍させられるのが常であった。このため子供たちは後衛戦による危害に晒されることとなり、アジャンクールの戦いなどにおいてはイギリス軍の従者や子供たちがフランス軍による大量虐殺の憂き目にあった。
ローマ帝国においても若者が戦場に駆り出されたが、子供を戦争に利用するのは賢明でなく、残酷なことであるとは理解されており、プルタークは若者が従軍するにあたっては最低でも16歳でなければならないものとする規定があったととれる記述を残している。
中世ヨーロッパでは、およそ12歳ほどの少年が軍人の側近（従者）として使われていたが、実際の戦闘において彼らの果たしうる役割は理論的に見ても限られたものであった。1212年のいわゆる少年十字軍は、神の加護によって彼らが敵を征服するであろうという前提の下に、何千という少年たちを訓練されていない兵士として採用し編成されたものである。しかし、これらの子供たちのうち実際に戦闘に参加したものはなく、伝承によれば彼らは奴隷として売られたとのことである。多くの学者は少年十字軍なるものが子供たちだけで、あるいは子供たちを中心として編成されたとは考えていないが、しかし少年十字軍は家族の全員が戦争行為に一役買っていた時代を例証するものではある。
近代初頭の戦闘には少年たちがしばしば参加している。彼らの目立った役割の一つは、どこにでもいる（軍楽隊の）ドラマーである。映画『ワーテルロー』（ワーテルローの戦いに基づく）には、会戦の火蓋を切るナポレオンを煽動するフランスの少年ドラマーが描かれているが、連合軍の兵士によってあっさりと撃ち倒されている。大航海時代には少年が大英帝国海軍の軍船の乗組員となり、船の弾薬庫から砲兵のところまで弾薬や砲弾を運ぶなどの重要な任務を担っていた。これらの少年は「火薬運搬手」 (powder monkeys) と呼ばれていた。第二次ボーア戦争におけるマフェキングの籠城戦の際には、ロバート・ベーデン＝パウエルが12歳から15歳の少年を入隊させて斥候として訓練し、それによって数の限られた成人の兵士を実際の戦闘へ効率よく配備することができた。この少年たちの働きの良さが、ベーデン＝パウエルによるボーイスカウト（当初は軍事的な路線に沿っていた若者の組織）の設立を間接的に導いた。
1827年にロシア皇帝ニコライ1世によって発令された法律により、過剰な数のユダヤ人少年が従軍させられるために強制徴用され、軍事訓練機関へ送られた。この少年兵はカントニスト (Cantonist) という名で知られている。25年にわたる徴兵期間は公式には18歳からはじまるものとされていたが、厳格な人数割り当て制度を果たすために8歳ほどの年少者までが連れて来られるのが普通であった。

### 第二次世界大戦

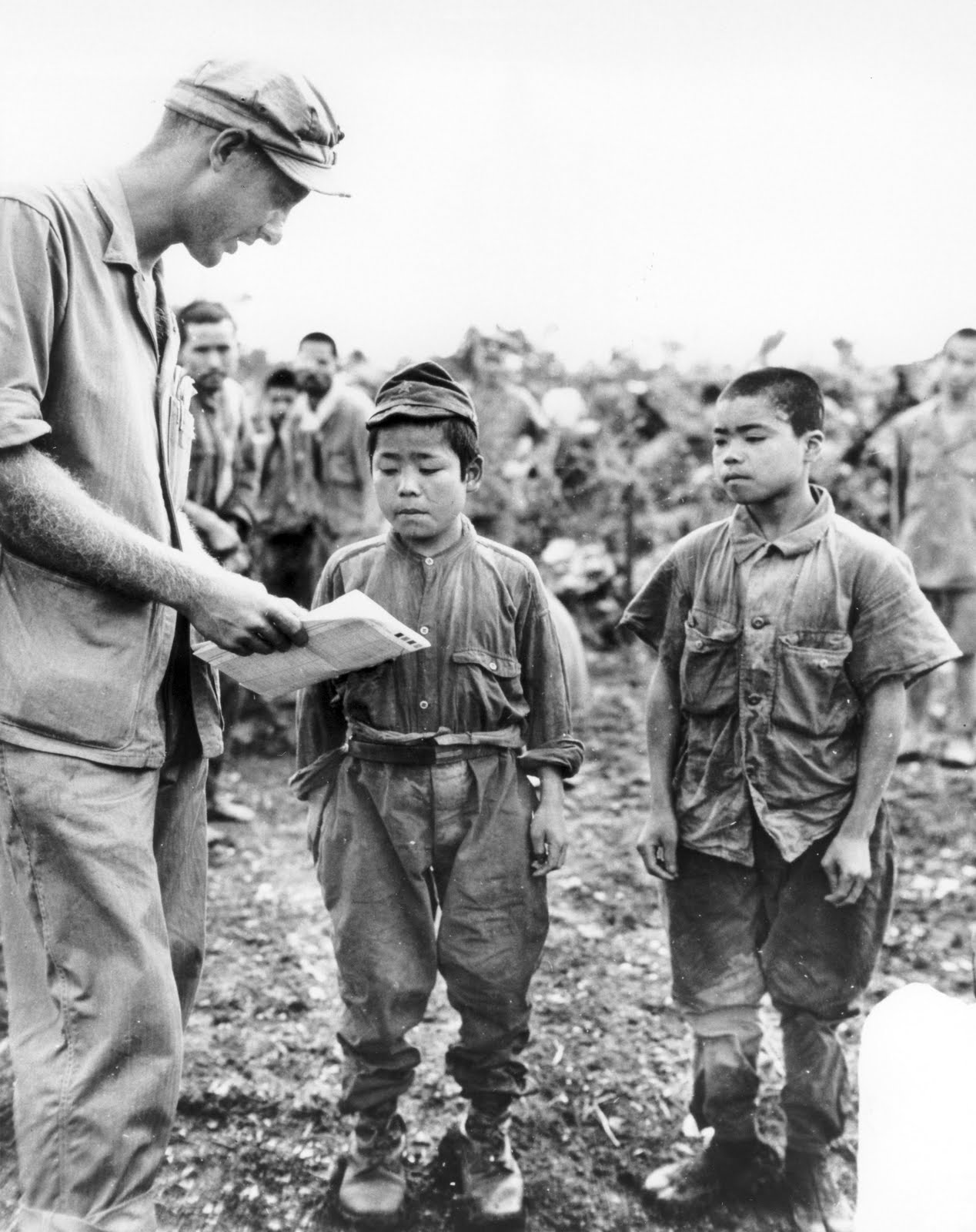
沖縄戦で捕虜となった少年兵

第二次世界大戦において、日本では、大日本帝国陸軍が、沖縄戦において現地の14歳～17歳の少年を「鉄血勤皇隊」や「少年護郷隊」として防衛召集している。鉄血勤皇隊は、旧制中学生ら1780人によって編成され、沖縄戦での戦闘に動員されて、約半数が戦死した（17歳未満の戦死者は567名）。なかには戦車への斬り込み攻撃によって爆死した者もいる。沖縄における17歳未満の少年兵の防衛召集は、法律によらず陸軍省令を法的根拠としており、その法的手続きにも多くの問題が指摘されている（詳細は「鉄血勤皇隊」を参照）。さらに日本政府は、本土決戦が迫る1945年6月に戦時緊急措置法とともに「義勇兵役法」を制定し、15歳以上の男子、17歳以上の女子に対して義勇兵役の「臣民の義務」を課すこととし、日本全国で男女の少年兵を召集して戦闘に参加させることを可能とした。なお義勇兵役法には「朕ハ曠古（こうこ）ノ難局ニ際会シ忠良ナル臣民ガ勇奮挺身皇土ヲ防衛シテ国威ヲ発揚セムトスルヲ嘉シ」と異例ともいえる上諭がつけられた。

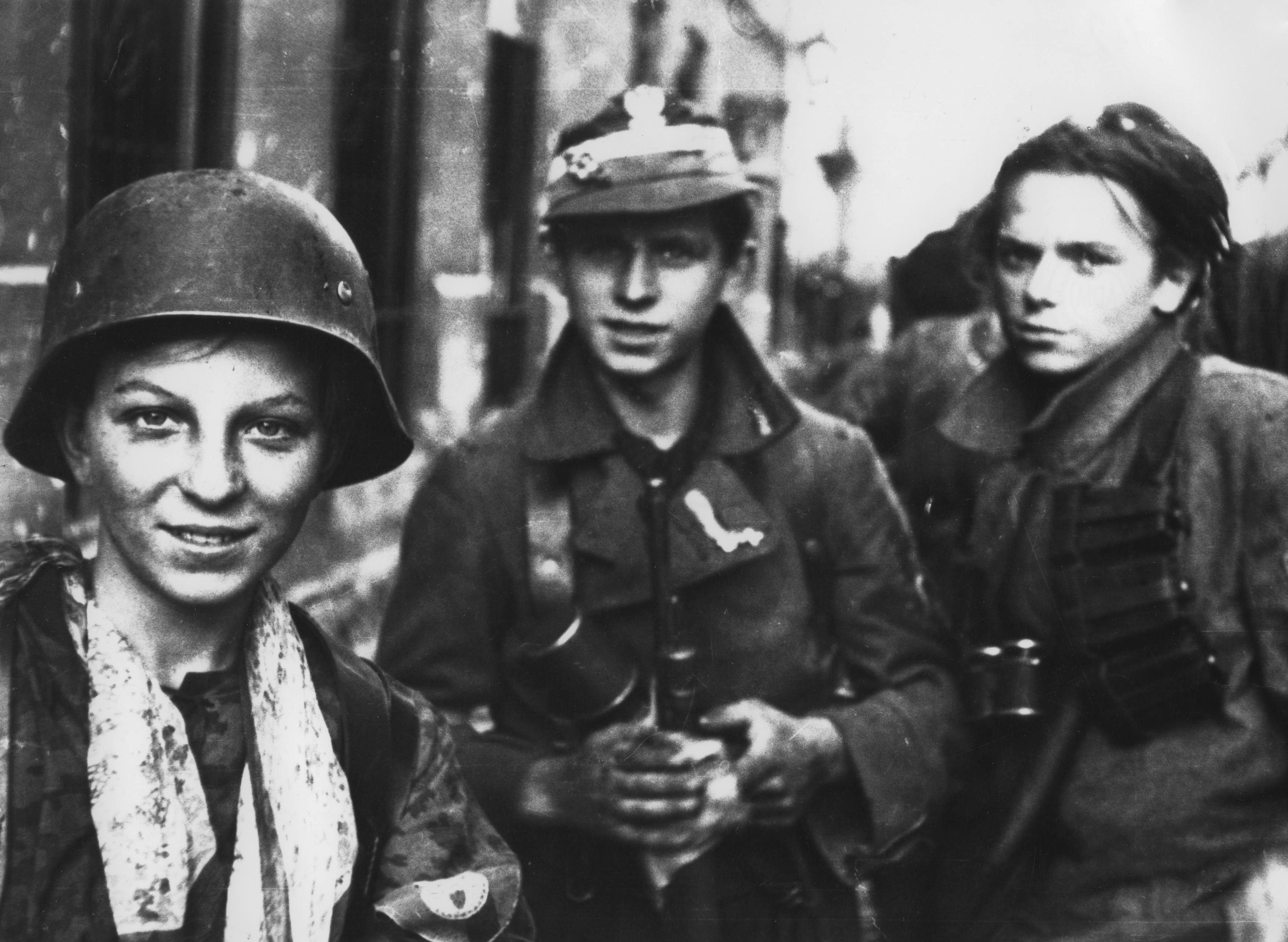
1944年ワルシャワ蜂起中の、ポーランドのボーイスカウトによる地下組織スザーレ・スゼレジの兵士

ヨーロッパでは社会主義シオニスト青年運動のハッショーメール・ハッツァーイール (Hashomer Hatzair) の多くのメンバーは、1943年のワルシャワ・ゲットーにおける反乱で戦闘に参加した。
その他のナチス統治下にあったヨーロッパの反ファシズム  (Anti-fascism) レジスタンス運動は、部分的に少年によって構成されていた。1944年に行われていたフランスのレジスタンス運動では、6歳の少年がメッセンジャーボーイとして活動している最中、味方からの攻撃に巻き込まれて死亡。死後、1950年に軍曹に昇格している。
一方、正規軍でもソビエト赤軍、国民革命軍でも、戦争中に少年兵を起用している。ドイツ軍でも、ヒトラーユーゲントは、ナチスドイツの正式な組織として、少年を、肉体的に訓練し、ナチスのイデオロギーに染め上げていた。第二次世界大戦の終わりまで、ヒトラーユーゲントのメンバーが軍隊に入隊する年齢は、時間を追うごとに下がっていき、1945年のベルリンの戦いでは、ドイツ軍の主力の一つとなっていた。第12SS装甲師団“ヒトラーユーゲント”の兵士は最高で17才。

### 朝鮮戦争
韓国は14歳から17歳の少年少女14,400人を韓国兵とした。

### ベトナム

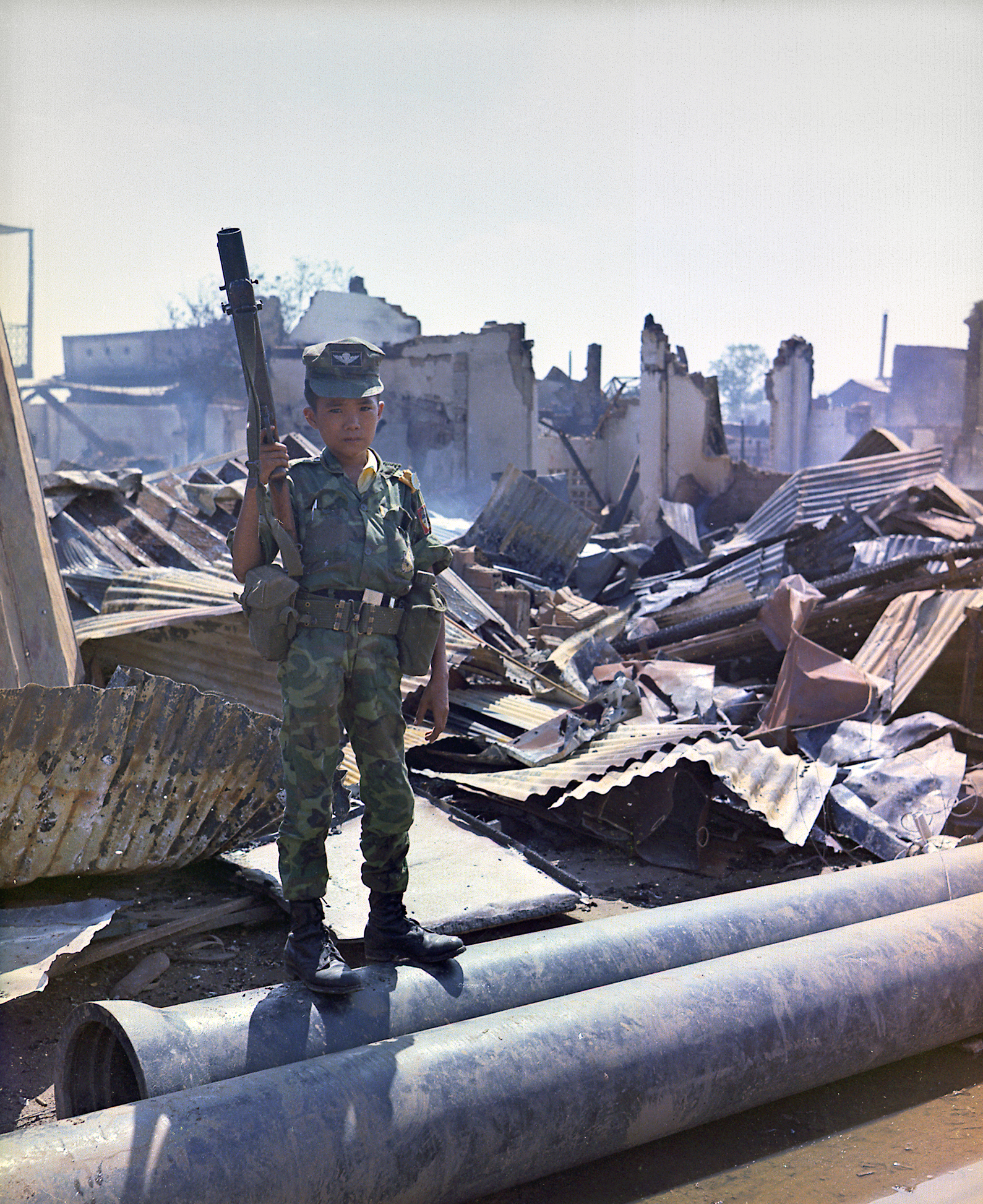
ベトナム共和国陸軍の12歳の兵。M79 グレネードランチャーを手にしている。 1968年、ベトナム戦争中のタンソンニャット国際空港にて

ベトナム戦争期間中、アメリカ兵によって(アメリカ軍の文書でも同様に)、ベトナムの子供が、手榴弾や爆発物を手渡しされ、対アメリカ兵の武器として使用されたと報告している。報告の一つには、幼い女の子が、手榴弾の使用方法を指導されていた例がある(直接的に被害を与えるか、心理的に被害を与えるかなどを意図し、手榴弾を起動させるピンを抜く、抜かないなど)。もう一つの例では、子供の体に爆発物を巻きつけ、アメリカ兵の中に混ざるように促され、機械端末またはリモートコントロールによって、爆破すると言う報告もある。
子供たちへの致命的武力 (Deadly force) が、使われているほど頻繁に必要なのかに関連し、このような事件の頻度について、熱い議論がなされている。
一方、南ベトナム解放民族戦線では、1965年より徴兵制の対象を支配地域に住む15歳から60歳までの男女に拡大。少年兵の存在を許容した。

### シエラレオネ
数千人の子供が、1993年から2002年のシエラレオネ内戦に関わったすべての勢力、革命統一戦線(RUF)、軍事革命評議会 (AFRC) 、親政府ゲリラ市民防衛軍 (CDF) に参加、使用された。
子供たちは、多くの場合、力ずくで集められ、覚せい剤を与えられ、残虐行為をすることに慣れていった。少女たちも同様に集められ、兵士として、また多く、性行為の相手として従属させられた。多くの子供たちは村が攻撃されたときの生き残りだった。彼らは、斥候や村の攻撃、ダイヤモンド採掘場の警備に充てられた。
イシメール・ベア(Ishmael Beah)は、内戦中の自分の生活について、「A Long Way Gone: Memoirs of a Child Soldier」に記述した。
2007年6月、シエラレオネ特別法廷 (Special Court for Sierra Leone) は、反乱軍だった軍事革命評議会 (AFRC) にいた3名を、人道に対する罪、国際人道法 (international humanitarian law) 違反数件を以って、戦争犯罪人として有罪判決を下した。その中に、15歳以下の子供を部隊に加入させたことも含まれていた。これによって、シエラレオネ特別法廷は、軍に子供を徴集したことを犯罪と評決した、国連を背景にした初めての裁判所になった。

### イラン・イラク戦争
イラン・イラク戦争の後半になり、戦闘員不足を補うため、ティーンエイジャーを使ったことで両者とも非難の対象になった。

### パレスチナ紛争
少年兵はパレスチナ紛争でも使用された。
子ども兵士徴用廃止をめざす連合 (Coalition to Stop the Use of Child Soldiers) の発効した「少年兵の使用に関するグローバルレポート2004」 (2004 Global Report on the Use of Child Soldiers) によれば、2000年～2004年の間に、少なくとも9件の子供による自爆攻撃 (Child suicide bombers in the Israeli-Palestinian conflict) があった。「パレスチナ武装組織による、組織的な徴集があった証拠は無いが、子供がメッセンジャーや運び屋として使用され、いくらかのケースで兵士や、イスラエル兵や市民を狙った自爆攻撃をしている。それらの手法で、ファタハ、ハマス、イスラム聖戦、パレスチナ解放人民戦線の、すべての主だった政治グループが子供を巻き込んでいる」。
アラブのジャーナリスト、フダ・アル＝フセインは、2000年10月27日付けのイギリスロンドンの新聞「アル＝シャーク・アル＝アウサット」(Al-Sharq Al-Awsat)で、「国連機関が、ギャングの戦いのるつぼの中に子供たちを放り込むミリシアのリーダーたちから、（特にアフリカの）少年兵を救っている間に、パレスチナのリーダーの中に……子供の少年時代を終わらせる命令をするものが居る。それが子供たちの息の根を止めることになると知りながら」と書いた。
2002年6月20日付、クウェート紙「アザマン」(Azzaman)とのインタビューで、マフムード・アッバースは、これらの事例を非難し、「小さな子供が死んでいく」ことに反対だと述べた。ヨルダン紙「アルライ」(Alrai)では「ひどい話だ。ラファ (Rafah) で少なくても40人の子供が、パイプ爆弾で手を吹き飛ばされ障害者となっている。」
2005年5月23日、アムネスティ・インターナショナルは、軍事活動に子供を使うことを即座にやめるよう、パレスチナの軍事グループに再度求めた。:「パレスチナ軍事グループは、軍事攻撃中に、子供を使ってはいけない。また、武器やその他の物資を運ばせてはいけない」。

### コンゴ民主共和国
コンゴ民主共和国の東部から南東部各州では、2000年代以降、国軍と隣国の支援を受けた武装組織（ルワンダ解放民主軍）、国軍の不満分子（人民防衛国民会議、3月23日運動）、民兵組織（マイマイ (コンゴ)）などが入り乱れて対立、割拠しており、国連児童基金では、約4,500人の少年兵が存在していると推計している。

### ネパール
ネパール内戦において、欧州連合 (EU) はネパール共産党毛沢東主義派が戦闘で少年兵を使っているとして非難し、400名もの子供が死亡したと主張している。

### スリランカ
スリランカの反体制武装組織であるタミル・イーラム解放のトラ（1975年-2009年）は、一家庭につき一人の子どもに召集令状を送る手法で少年兵の徴兵を行っていた。

### コロンビア
コロンビア内戦では、多くの少年兵が戦闘行為に参加してきた。コロンビア検察によると、コロンビア革命軍に徴兵された少年兵は1975年から2014年までに11,556人。うち男性が67％、女性が33％だった。徴兵の方法は説得が47％、詐欺が23％、強制が30％。少年兵の最年少は15歳とされているが、実際は15歳未満の少年兵もいる。

## 現在の状況

### 国軍
2000年に採択された「武力紛争への子どもの参加に関する選択議定書（OPAC）」では、これを批准した各国に対し、子どもが敵対行為に直接参加しないように「あらゆる実行可能な措置を講じる」ことと、20歳未満の徴兵を停止することが約束された。 現在、ほとんどの国がOPACへの参加を表明しているため、世界的な傾向は、ストレート 18基準として知られる軍の徴兵を成人まで保留する方向にある。
とはいえ、2018年現在では、世界各国の約4分の1に当たる46カ国で、18歳未満の子どもたちが依然として軍事目的で徴兵され訓練を受けているとされている。これらの国のほとんどは17歳から採用しており、16 歳から採用している国は20か国未満で、さらに少数の国が、より年齢の低い子供を採用している。
2022年現在、国連連合（UN）は、アフリカの中央アフリカ共和国、コンゴ民主共和国、マリ共和国、ソマリア連邦共和国、南スーダン共和国。また、西アジアのパレスチナ国、シリア・アラブ共和国、イエメン共和国。中央アジアのアフガニスタン・イスラム首長国。そして東南アジアのミャンマー連邦共和国の9つの国軍が子どもたちを敵対行為に利用していることを確認した。
国連子どもの権利委員会などは、軍事訓練、軍事環境、拘束力のある兵役契約は子どもの権利と両立しないとして、国軍による子どもの徴兵の停止を求めている。権利を侵害し、健全な発展を危険にさらしている。

### 非国家武装集団
これらには、民兵組織、反政府勢力、テロ組織、ゲリラ運動、武装解放運動、その他の種類の準軍事組織などの非国家武装民兵組織が含まれます。
2022年現在のところ、国際連合は、子供たちがそのようなグループによって広く利用されている12か国を特定している。特定された12カ国は次のとおり。アフリカの中央アフリカ共和国、コンゴ民主共和国、マリ共和国、ソマリア連邦共和国、南スーダン共和国、スーダン共和国。中東のレバノン共和国とパレスチナ国。西アジアのシリア・アラブ共和国とイエメン共和国。中央アジアのアフガニスタン。そして東南アジアのミャンマー連邦共和国で活動する非国家武装民兵組織である。
すべての武装勢力が子どもを利用しているわけではなく、1999年以降、約60の武装勢力がこの慣行を削減または廃止する協定を結んでいる 。たとえば、フィリピンのモロ・イスラム解放戦線(MILF) は、 2017年までに2,000 人近くの子どもを武装部隊から解放した。そして2016年にはコロンビアのFARC-EPゲリラ運動が子供の徴兵を停止することに同意した。他の国々、特にアフガニスタンとシリアでは逆の傾向が見られ、イスラム過激派とそれに反対するグループが子供の徴兵、訓練、利用を強化している。

### 世界の少年兵数の推定値
2003年には、現在進行中の紛争の約4分の3に少年兵が参加しているとの試算もなされていた。同年に国際連合人道問題調整事務所（UNOCHA）は、これらの子供たちのほとんどは15歳以上であるが、一部はそれより若いと推定した。
武力紛争や治安の悪化により国連職員やその他の監視員の立ち入りが妨げられている地域では、子どもの軍事利用が広範に行われているため、何人の子どもが影響を受けるかを推定することは困難である。
- 2003年に国際連合児童基金 (ユニセフ) は、世界中で約30万人の子供たちが30以上の紛争に巻き込まれていると推定した[26]。
- 2017年に児童兵士国際協会は、数万人、おそらく10万人以上の子どもたちが世界中の国営および非国営軍事組織に所属していると推定し[27]、2018年には同団体は、少なくとも18件の武力紛争で、子どもたちが参加するために利用されていると発表した[28]。
- 2023年の国際連合事務総長報告書は、23か国で子供たちが徴兵され、武力紛争に使用された7,622件の確認された事例を発表した。2022年中に、かつて軍隊や軍隊に所属していた 12,460 人以上の子供たちが保護または社会復帰支援を受けた。

少女兵士は少年兵人口の10%から30% 、 6%から50%、または40% 以上を占めていると推定されている。2023年の国連事務総長報告書で示された検証済みの事例のうち、武装グループに徴用または使用された全児童兵のうち12.3%が少女であると発表された。

## 登場と台頭の理由
歩兵としての少年兵が多く用いられるようになった理由の一つに、武器の小型・軽量化や大量生産による低コスト化がある。かつて武器の主力であった刀剣や槍、弓矢といった物理攻撃用の武器は寸法が大きくてかさばるうえ、相当の重量もあるため、使いこなすには熟練が必要であった。そして、子供用の軽量の武具では、鎧に身を包んだ敵兵を倒すだけの威力は望めなかった上、容易に敵に蹴散らされる危険が高く、正面兵力としては使い物にならなかった。
15世紀に銃が登場してからも、20世紀後半まで主力であった火縄銃やマスケット銃、ボルトアクション方式小銃にしても、全長が長く重い上に反動も強く、操作方法も煩雑だったため、子供では大人と同様に使いこなしてすばやく移動することは難しかった。以上のような理由で、戦争当事国がよほど追い詰められている状況でもない限り、少年兵は「動員しても（正面戦力としては）役に立たない存在」とされ、陸戦の主役たる歩兵として前線に立たされることを防いでいた。
ただし、歩兵以外では、古くは帆船時代の軍艦では火薬運搬手などとしてしばしば用いられ、また近代戦でも戦車や航空機など個別の技能を要求される兵器では少年時代からの訓練が効果的であるため、志願による少年訓練生の制度は一般的であった。なお、当時は15歳ほどで「成人」として認められるなど、現在とは「少年」の概念が若干異なる。
第二次世界大戦末期にナチス・ドイツで中間弾薬及びアサルトライフルと個人携行対戦車兵器が発展し、国民突撃隊を投入した。個人携行対戦車兵器は、極めて低コストかつ容易な取り扱いで、個人が物陰から一撃で高価な装甲車両を撃破することを可能とした反面で、発射後の爆風や火球で位置が特定され易く射手の死亡率が高いという欠点を持つため、これが登場した第二次大戦中から使い捨てにできる子供や老人達に装備させるのに適した兵器だった。
戦後、各国で参考にされたナチスの歩兵装備は状況を一変させ、2つ合わせても10kgほどの重量しかないAK（カラシニコフ突撃銃）とRPG7に代表される使いやすい武器は、最低限の訓練とともに子供を十分な攻撃力を持つ歩兵に変えた。アサルトライフルは市街戦に代表される接近戦を有利に展開させるため全長が短く軽量にデザインされ、大量生産が容易であるため安価に供給され、フルオート連射を容易にするために比較的威力が低く反動も少ない小口径・短小薬莢の弾薬を使用している。このためアサルトライフルは子供でも携行・射撃が容易となり、至近距離からフルオートで弾をばら撒くように連射するだけなら正規軍の兵士のように射撃に習熟させる必要もない。

## 問題

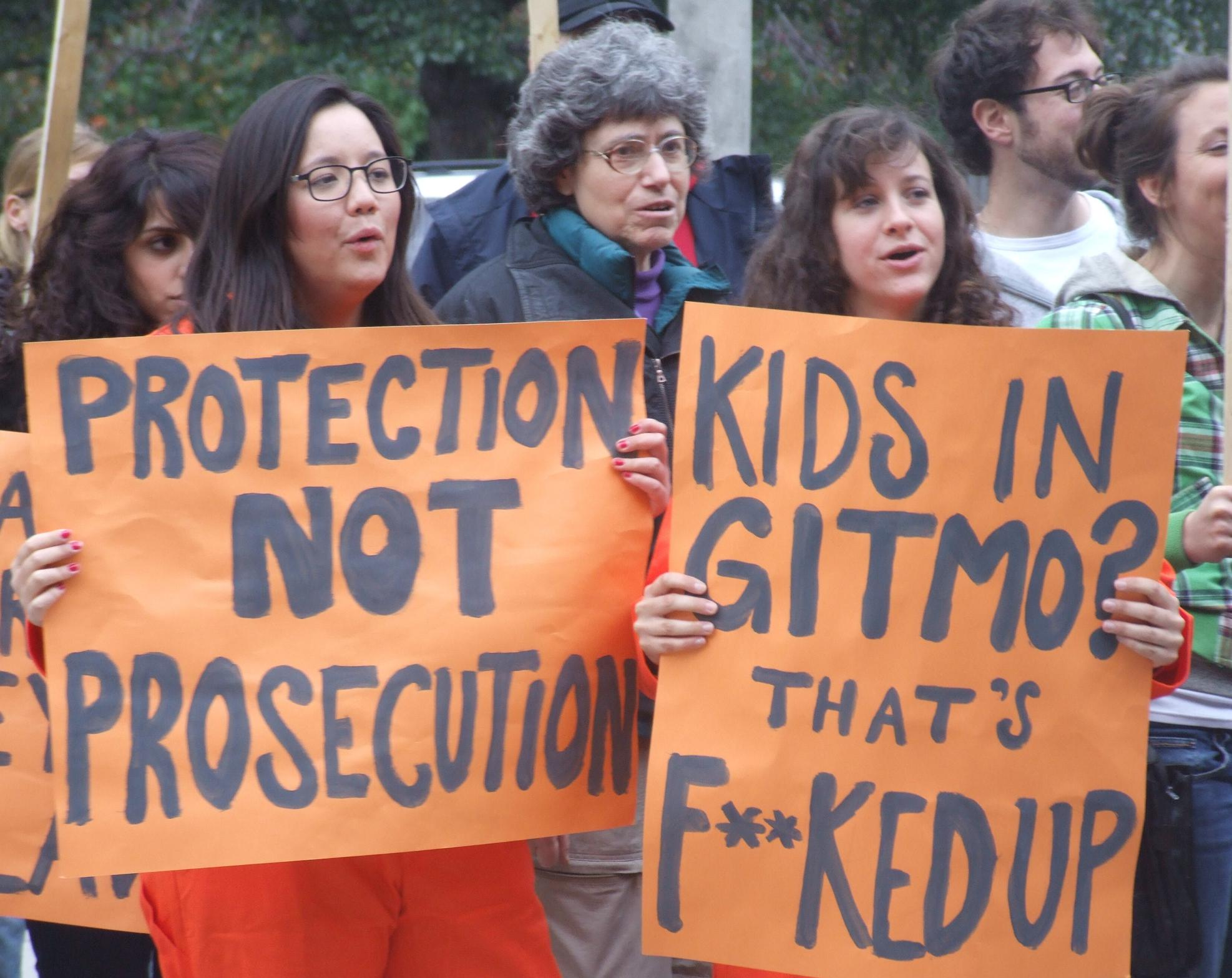
グァンタナモ米軍基地には、少年兵も収容されており、アメリカ国内では、少年は釈放するよう要求するデモが発生している。「訴追ではなく保護を」「子どもがグアンタナモに？　めちゃくちゃだ！」

ユニセフは少年兵の数を約25万人と推定している。その姿は、開発途上国の武力紛争で見られ、実際の戦闘から誘拐、スパイ活動、物資の運搬など幅広い活動に従事している。中には地雷避けにと、真っ先に地雷原に突入を強要されるケースも報告されている。少女の場合は、兵士に妻として与えられ、性的虐待にあったり、身の回りの世話などをさせられたりすることが多い。
恐怖から逃れるため、薬物を投与されることも多い。特に武器として与えられる小銃の弾丸に使われている火薬には燃焼力を強化するためトルエンも含まれているが、これら少年兵の恐怖心をなくしたり、あるいは依存症を引き起こさせて脱走を防ぐといった目的から、このトルエンを含む火薬を服用させて、中毒症状に陥らせるケースも報告されている。
少年兵は、反政府組織のみならず、政府の軍事機関が徴用することもあり、少年兵になる経緯も様々である。誘拐や召集で強制的に従事させられるケースが非常に多いが、中には、貧困・飢えからの脱出や、殺された家族の復讐などの目的で自発的に少年兵となる場合もある。また少年兵は補充が容易であるなどの理由から、最も危険な前線に狩り出され、前方には敵の銃口、後ろには脱走を阻む自陣営の大人の兵士の銃口があり、生き残るために前進のみを強制されていることも多い。
実際の戦闘に参加し、残虐行為を行った者も多いため、誘拐や虐待などの被害者であると同時に、犯罪者であるという複雑な側面を持つ。そのため、家族や地域社会に受け容れてもらえない元少年兵も多く、ストリートチルドレンになったり、ギャング団に入ったりする者もおり、元少年兵の社会復帰は大きな課題となっている。また、少年兵による市民の虐殺や傷害、略奪行為が深刻であったシエラレオネでは、少年兵の刑事責任をめぐって議論が続いている。
彼らの刑事責任については、その他、元少年兵が難民認定を申請する際に問題となる。難民条約は、戦争犯罪又は人道に対する罪を犯したと考えるに足る相当な理由がある場合に、難民の地位を与えないことを規定しているためである。
アフリカ諸国の反政府組織の例では、村々を襲って教育もままならない幼い少年少女を拉致し、洗脳教育的な軍事教練を施し兵員とする。少年兵は使う者にとっては従順な存在であり、特に革命統一戦線の例では、薬物で洗脳し、村人の腕や足を切らせるなどしていたことから世界で批判が湧き起こっている。
国際法では、18歳未満の子供は強制的に徴兵されないとしている。しかし、紛争が頻発している地域では多くの子供たちが強制的に徴兵されている。少年兵は軍隊以外の生活習慣や知識を持たず、家族を理解できない者もいるため、大人になっても平穏な社会生活を送れない、故郷へ戻れないなど負の連鎖を繰り返すこととなる。このため拉致されて傷ついた子供たちの心のケアを、非政府組織などが専門の施設を設けて教育と並行するなどして行っている。

## 関連国際法

### 条約
ジュネーブ諸条約第一追加議定書（1977年採択）
国際的武力紛争における15歳未満の児童の徴募及び敵対行為への参加を控えるよう要請し、15歳以上18歳未満の者を徴募する場合の最年長の優先を規程（77条）。
ジュネーブ諸条約第二追加議定書（1977年採択）
非国際的武力紛争における15歳未満の児童の徴募及び敵対行為への参加を禁止（4条）。
児童の権利に関する条約（1989年採択）
15歳未満の児童の軍隊への採用を禁止（38条）。
子どもの権利および福祉に関するアフリカ憲章 (African Charter on the Rights and Welfare of the Child) （1990年採択）
18歳未満の児童の徴募及び敵対行為への参加を禁止（22条）。
国際刑事裁判所規程（1998年採択）
18歳未満の児童の自国軍隊への徴募及び敵対行為への直接的参加のための利用を戦争犯罪として規定（8条）。犯罪実行時に18歳未満であったものに対する管轄権の排除（26条）。
最悪の形態の児童労働の廃絶のための国際条約 (Worst Forms of Child Labour Convention, 1999) （1999年採択）
武力紛争における児童の関与に関する児童の権利に関する条約選択議定書 (Optional Protocol to the Convention on the Rights of the Child on the involvement of children in armed conflict) （2000年採択）
18歳未満の児童の強制的徴集及び敵対行為への参加を禁止。自国の軍隊に志願する者ついては、18歳未満の者の採用を認めているが（3条）、その際低年齢を引き上げ、最低年齢について拘束力のある宣言をする義務がある（3条）。また、国の軍隊とは異なる武装集団は、18歳未満の者の採用及び敵対行為への使用をすべきではないと規定され、締約国は、そのような行為を国内法上の犯罪とする措置をとる義務を有する（4条）。

### 国連決議
国際連合安全保障理事会決議1261（1999年）
子供と武力紛争に関する最初の国連決議
国際連合安全保障理事会決議1314（2000年）
武力紛争が子供に与える影響を再認識するとともに、加盟国に対して武力紛争における児童の関与に関する児童の権利条約選択議定書の批准を呼びかけた。
国際連合安全保障理事会決議1379（2001年）
事務総長に対し、少年兵を使用している武力紛争当事者のリスト作成を要請。
国際連合安全保障理事会決議1460（2003年）
少年兵の使用停止を呼びかけ。
国際連合安全保障理事会決議1539（2004年）
事務総長に対して、監視・報告に関する体制の活動計画案の提出及び、同決議の履行状況についての報告書を提出するよう要請。
国際連合安全保障理事会決議1612（2005年）
武力紛争から子供を保護するため、監視及び報告の制度を導入。

### その他
国連事務総長特別代表報告A/60/335（2005年）
国連事務総長報告S/2005/72
武力紛争と子供について、監視・報告、国際法違反者の名前公開、制裁などのメカニズムの使用について報告。